# Hůrka (Jeseník nad Odrou)

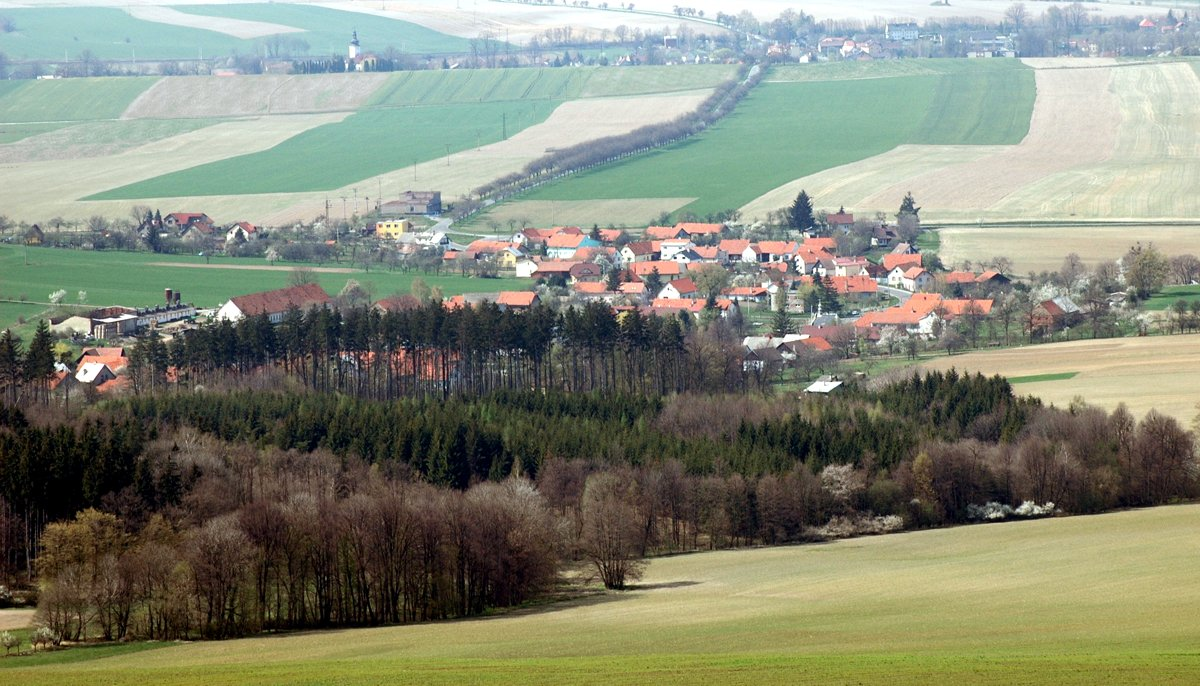
Blick auf Hůrka

Hůrka (deutsch Hurka) ist ein Ortsteil der Gemeinde Jeseník nad Odrou in Tschechien. Er liegt sechs Kilometer westlich von Nový Jičín und gehört zum Okres Nový Jičín.

## Geographie
Hůrka befindet sich am östlichen Fuße des Hügels Hůrka (Hurka, 382 m n.m.) am Bach Hůrecký potok bzw. Teplá im Kuhländchen. Im Osten erhebt sich der Nad Oborou (339 m n.m.), südöstlich der Starojický kopec (Burgberg, 496 m n.m.) mit der Burgruine Starý Jičín. Gegen Norden erstreckt sich der Landschaftsschutzpark Poodří.   
Nachbarorte sind Suchdol nad Odrou im Norden, Bernartice nad Odrou im Nordosten, Obora und Nový Jičín im Osten, Loučka und Vlčnov im Südosten, Janovice und Starojická Lhota im Süden, Dub und Polouvsí im Südwesten, Hrabětice im Westen sowie Jeseník nad Odrou im Nordwesten.

## Geschichte
Die erste urkundliche Erwähnung von Horka erfolgte am 2. Oktober 1383, als Wok (III.) von Krawarn auf Titschein zusammen mit seinen beiden Söhnen Wok (IV.) und Latzek (II.) dem Olmützer Chorherrn Wilhelm von Kortelangen das zur Burg Titschein gehörige Gut Jessenyk Theutonicalis mit der Vogtei und sämtlichem Zubehör für 220 Mark (hřivna) Groschen auf Lebenszeit verkaufte. Da Jessenyk Theutonicalis zu dieser Zeit von der Pest entvölkert war, waren die jährlichen Einkünfte von 40 Mark nicht zu erbringen, so dass der Fehlbetrag hälftig auf Mankovice und Horka verschrieben wurde. 1396 erwarb der Olmützer Weihbischof Peter von Břeh die Rechte an Horka, jedoch erlangten die Herren von Krawarn das Dorf bald zurück. Im Jahre 1397 verschrieben Latzek und Wok von Krawarn ihrer mit Předbor von Cimburg verheirateten Schwester Elisabeth 200 Mark Heiratsgut auf Bernartitz und Hurka. Diese Ansprüche verkaufte Předbor 1412 an Stefan von Heinzdorf bzw. Stepanus de Bistraticz (Štěpán Šenkar z Bystratic), der 1418 einen jährlichen Zins von 20 Mark aus der Morgengabe an Slawcz von Korabowitz (Slavec Cudný z Korábovic) verkaufte. Diese Ansprüche aus beiden Dörfern wurden danach fortlaufend weitergereicht, bis die Besitzer von Titschein mit Johann von Bobolusk (Jan z Bobolusk) 1496 eine Einigung erzielen konnten und Horka zurückgewannen. Als Peter von St. Jörgen und Pößing 1497 die Herrschaft Titschein an Johann von Kunowitz veräußerte, wurde Horka wieder als Zubehör aufgeführt. Nachfolgende Besitzer der Herrschaft waren ab 1500 die Herren von Zierotin, nach der Schlacht am Weißen Berg die Freiherren Hofmann von Grünbüchel, ab 1706 die Freiherren Zeno zum Danhaus und ab 1772 die Reichsgrafen von Seilern und Aspang. Das älteste Ortssiegel stammt von 1749; es zeigt einen stehenden Bullen unter drei Sternen.
Im Jahre 1835 bestand das im Prerauer Kreis gelegene Dorf Hurka aus 37 Häusern, in denen 266 Personen lebten. Die Bevölkerung war gemischtsprachig. Abseits des Ortes lag ein herrschaftlicher Meierhof. Die Schule befand sich in Bärnsdorf. Pfarrort war Alt Titschein. Bis zur Mitte des 19. Jahrhunderts blieb Hurka der Herrschaft Alt Titschein untertänig.
Nach der Aufhebung der Patrimonialherrschaften bildete Hůrka / Hurka ab 1849 eine Gemeinde im Gerichtsbezirk Neutitschein. Ab 1869 gehörte Hůrka zum Bezirk Neutitschein. Zu dieser Zeit hatte das Dorf 266 Einwohner und bestand aus 43 Häusern. Im Jahre 1900 lebten in Hůrka 293 Personen, 1910 waren es 312. Die Freiwillige Feuerwehr wurde 1909 gegründet. Im Jahre 1930 bestand Hůrka aus 52 Häusern und hatte 321 Einwohner, darunter drei deutschsprachige. Nach dem Münchner Abkommen wurde das mährischsprachige Dorf 1938 dem Deutschen Reich zugeschlagen. 1939 hatte Hurka 369 Einwohner, darunter 19 Deutsche. Bis 1945 gehörte Hurka zum Landkreis Neu Titschein. 1941 errichtete das NS-Fliegerkorps am Hügel Hurka mit Unterstützung des Neu Titscheiner Unternehmers Fritz Hückel eine Segelflugschule. Nach dem Ende des Zweiten Weltkrieges kam das Dorf zur Tschechoslowakei zurück. Die Segelflugschule wurde 1947 durch den Aeroklub Nový Jičín wiedereröffnet. 1950 lebten in Hůrka 278 Menschen. Durch den Bau des Flugplatzes Ostrava verlor das Ausbildungszentrum Hůrka seinen Sinn und wurde 1954 stillgelegt. Am 22. August 1964 stürzte ein zweimotoriges tschechoslowakisches Militärflugzeug Iljuschin auf dem Hügel Hůrka ab, wobei alle zehn Besatzungsmitglieder starben. 1976 erfolgte die Eingemeindung nach Jeseník nad Odrou. 1995 nahmen Rudolf Kachel und seine Söhne mit einem Ultraleichtflugzeug den Segelflugbetrieb an der Hůrka wieder auf. Beim Zensus von 2001 lebten in den 95 Häusern von Hůrka 323 Personen. Zum 1. Januar 2014 hatte das Dorf 362 Einwohner.

## Ortsgliederung
Der Ortsteil Hůrka bildet einen Katastralbezirk.

## Sehenswürdigkeiten
- Kapelle der hl. Anna, geweiht 1851
- Statuen der Kreuzigung und der Unbefleckten Empfängnis vor der Kapelle, geschaffen 1882
- Gedenkstein für die Gefallenen des Ersten Weltkrieges, enthüllt 1927
- Gedenkstein für die Opfer des Flugunfalls von 1964, enthüllt 1994